# Enrique Moles
Pour les articles homonymes, voir Moles.
Enrique Moles y Ormella, né en 1883 à Gràcia (alors commune indépendante de la périphérie de Barcelone) et mort en 1953 à Madrid, est un pharmacologue, chimiste et physicien espagnol. Il est considéré comme le plus éminent des chimistes espagnols d’avant la guerre civile.

## Les études
Il étudie la pharmacie à Barcelone, puis à Madrid où il obtient en 1906 le doctorat en pharmacie. L'année suivante, il est nommé professeur auxiliaire libre à l’université de Barcelone. Il traduit des articles sur la bactériologie, il travaille à la mise au point de plusieurs médicaments et, en 1909, en collaboration avec Antonio Novellas (es), il publie un Manuel de pharmacologie, de thérapeutique et d’analyse de chimie pharmaceutique. Entretemps, grâce à une bourse du Comité pour le développement des études (es) (Junta para Ampliación de Estudios (JAE)), il est parti pour l'Allemagne. Il y séjourne jusqu'en 1911, complétant sa formation à l'université Louis-et-Maximilien de Munich, puis étudiant la chimie à Leipzig avec Wilhelm Ostwald. Plus tard, en 1916, il se perfectionne en chimie physique à Genève où, sous la direction de Philippe Guye, il est reçu docteur en physique. Enfin, en 1918, il retourne à Leipzig et y obtient le doctorat en chimie, titre qu'il redouble à Madrid en 1922.

## La carrière
En 1927, Moles accède à la chaire de chimie inorganique de la même université, chaire qu’il conservera jusqu’en 1936. En 1934, élu à l’Académie des sciences, il prononce un discours de réception « sur l’Espagne scientifique entre 1785 et 1825 », où il se livre à une analyse magistrale de l’évolution de la science espagnole à partir du début du XIXe siècle,. Il est nommé chef du service de chimie physique du laboratoire de Blas Cabrera, l’initiateur en Espagne de l’étude de la chimie physique. Il réalise un travail de recherche considérable avec María Teresa Toral, qui sera condamnée par la dictature franquiste.
En 1936, Moles est nommé à la Direction générale des poudres et explosifs du gouvernement de la IIe République. Quand la guerre éclate, il se réfugie en France, à Paris. Revenu d’exil en 1942 « sur la foi de promesses fallacieuses », il est arrêté par le gouvernement franquiste. Sa vie est sérieusement menacée. Sur l’intervention de son collègue français Ernest Fourneau, il est cependant élargi et placé en liberté surveillée,.

## L'œuvre
Moles est l’auteur de deux cent soixante-deux publications scientifiques, dont beaucoup sont parues dans les Annales de la Société espagnole de physique et de chimie. Il a poursuivi ses recherches dans plusieurs domaines, parmi lesquels il faut compter la détermination des volumes moléculaires. Mais ses travaux, effectués pour une part en collaboration avec Blas Cabrera, ont principalement porté sur la détermination des masses atomiques – dont celles du fluor et du brome – par la méthode de la densité limite des gaz. Ces recherches ont été récompensées par les prix Cannizzaro, Van' t Hoff et Solvay. Moles, d’autre part, a organisé d'importantes rencontres scientifiques, comme le IXe Congrès international de chimie pure et appliquée, tenu à Madrid des 5 au 11 avril 1934, et il a assuré le secrétariat de la Commission des poids atomiques de l’Union internationale de chimie pure et appliquée.
Moles a dispensé un enseignement remarquable. Il a formé les nouvelles générations de chimistes espagnols. Auguste Pérez-Vitoria a été l'un de ses nombreux élèves.
Moles était membre de plusieurs académies scientifiques étrangères.

## Publications
Traductions (de l'allemand)
- 1911 : (es) Werner Mecklenburg (trad. Enrique Moles, préf. José R. Carracido), Fundamentos experimentales de la atomistica [« Die experimentelle Grundlegung der Atomistik »], Madrid, Adrián Romo, 1911.
- 1924 : (es) Wilhelm Ostwald (trad. Enrique Moles), Compendio de química general [« Grundriss der allgemeinen Chemie »], Barcelone, Manuel Marin, 1924.
- 1941 : (es) Federico Schiller, Epistolario con Carlota, avec Rafael Marquina, Barcelone, Tartessos.
- 1941 : (es) Werner Mecklenburg, Tratado de química : Para los cursos de las técnicas escuelas superiores y para los de ampliación [« Grundbegriffe der Chemie : In Bücher, Fachbücher & Lernen, Studium & Wissen »], Barcelone, Gili, 1941.

En volume
- 1915 : (es) Formulario-guía de Farmacología, avec A. Novellas, Barcelone, Manuel Marin.
- 1916 : Contribution à la révision du poids atomique du brome : Détermination de la densité normale du gaz acide bromhydrique, Genève, Imp. Albert Kundig.
- 1923 : Contributions à l'étude des causes d'erreur affectant les déterminations de poids atomiques, avec P. A. Guye, F. F. E. Germann et T. Renard, Imp. Albert Kundig.
- 1934 : (es) Del momento científico español 1775-1825 (discours de réception à l'Académie des sciences et réponse de Blas Cabrera, le 28 mars 1934), Madrid, Académie royale des sciences exactes, physiques et naturelles et C. Bermejo Imp..

Quelques articles
- 1911 : (es) « Tres semestres de Químico-Física en Leipzig », Boletín de la Institución Libre de la Enseñanza, vol. 35, p. 129-136
- 1912 : (de) « Über das Chromylchlorid », avec Luis Gómez, Ztschr. physikal. Chem.
- 1916 : « Sur la densité du gaz acide bromhydrique : Contribution à la révision du poids atomique du brome », Comptes rendus hebdomadaires des séances de l’Académie des sciences, vol. 163,‎ 1916, p. 94-97 (Texte intégral sur Wikisource).
- 1915 : (de) « Über Antimonpentachlorid als Losungsmittel », Ztschr. physikal. Chem.
- 1927 : (de) « Das Litergewicht und das Atomgewicht des Stickstoffs », avec J. M. Clavera, Zeitschrift für anorganische und allgemeine Chemie.
- 1927 : (de) « Über die Genauigkeitsgrenze bei den physiko-chemischen Atomgewichtsbestimmungen. I. Das normale Molarvolum und das Atomgewicht von Stickstoff », Zeitschrift für anorganische und allgemeine Chemie.
- 1927 : (de) « Zur Kenntnis des Volumens des Wassers in Metallsalzhydraten », avec M. Grespi, Ztschr. physikal. Chem.
- 1929 : (de) « Die Masse des normalen Liters von Ammoniak », avec T. Batuecas, Monatshefte für Chemie/Chemical Monthly.
- 1929 : (es) « Los nuevos laboratorios de la Facultad de Ciencias », avec E. Revista, Boletín de la Universidad de Madrid  (ISSN 0210-7864), vol. 1, p. 153-170.
- 1929 : « Sur les poids atomiques fondamentaux », Recueil des travaux chimiques des Pays-Bas.
- 1931 : (en) « The Atomic Weight of Fluorine », Nature.
- 1933 : (en) « Fusion Diagrams of the Systems NaOH-NaNO3 and KOH-KNO3 », avec N. M. Retortillo, Anales Soc. espan. fis. quim.
- 1933 : (en) « Comparative Study of Some Dehydrating Agents », avec C. Raquero, Anales Soc. espan. fis. quim.
- 1938 : « La Détermination des poids moléculaires et atomiques des gaz par des méthodes physico-chimiques », Marston Taylor Bogert et Henri Abraham (dir.), Les Déterminations physico-chimiques des poids moléculaires et atomiques des gaz (actes de la réunion organisée à Neuchatel les 17 et 18 décembre 1938 par l'Union internationale de physique et de chimie), Institut international de coopération intellectuelle, collection scientifique.
- 1939 : (en) « Limiting Densities and Molecular Weights of Oxygen, Carbon Dioxide, Sulphur Dioxide and Hydrogen Sulphide ; Atomic Weights for Carbon and Sulphur », avec T. Toral et A. Escribano, Transactions of the Faraday Society.
- 1953 : « Sur la compressibilité des gaz au voisinage de la pression atmosphérique », Bulletin des sociétés chimiques belges.